# Арсињи
Арсињи (фр. Harcigny) насеље је и општина у североисточној Француској у региону Пикардија, у департману Ен (Пикардија) која припада префектури Вервен.
По подацима из 2011. године у општини је живело 248 становника, а густина насељености је износила 32,76 становника/km². Општина се простире на површини од 7,57 km². Налази се на средњој надморској висини од 170 метара (максималној 211 m, а минималној 117 m).

## Демографија
| 1962. | 1968. | 1975. | 1982. | 1990. | 1999. | 2011. |
| ----- | ----- | ----- | ----- | ----- | ----- | ----- |
| 206   | 249   | 252   | 264   | 275   | 264   | 248   |

График промене броја становника у току последњих година